# 4426 Roerich
4426 Roerich је астероид главног астероидног појаса чија средња удаљеност од Сунца износи 2,754 астрономских јединица (АЈ).
Апсолутна магнитуда астероида је 12,3.